# Champion Métadier
Pour les articles homonymes, voir Métadier.
Champion Métadier, nom d'artiste de Isabelle Champion Métadier, est une artiste plasticienne française, née le 23 juin 1947 à Tours. Elle vit et travaille à Paris et à New York.

## Biographie
Champion Métadier a fait ses études à l'École supérieure des beaux-arts de Tours et à l' École nationale supérieure des beaux-arts de Paris (ENSBA).
En 1977, à l’occasion de sa première exposition personnelle à la Galerie Stevenson et Palluel, publication d’un catalogue préfacé par Catherine Millet Peintures en pluie.
L'artiste participe en 1980 à la XIe Biennale de Paris, au Musée d'art moderne de la ville de Paris, texte de présentation des œuvres par Catherine Millet, Plans découpés des lézards et des zèbres. Elle enseigne pour les sessions du Art Program for the Sarah Lawrence College, Academic Year in Paris, sous la direction Paul B. Newman. Premiers longs séjours en Extrême-Orient et création à Taiwan de la série Rizières.
Champion Métadier reçoit en 1983 le 1er prix de peinture du 19e Salon d'art contemporain de Montrouge, et expose à la galerie Eric Franck à Genève. Elle est invitée en 1984 et 1985, en résidence d’artiste à la Villa Arson à Nice et à l’Institut français de Naples.
L'artiste expose à la galerie Pasquale Trisorio à Naples, en 1985 et participe à de nombreuses expositions dans divers musées et institutions en Suisse, Allemagne, Suède, Autriche, et Amérique du Sud.
En 1986, la Galerie Adrien Maeght expose la série des Objets terrestres avec un catalogue publié par les éditions Maeght accompagné d’un texte d’Anne Tronche.
Le Musée d'art contemporain de Dunkerque présente, en 1989, la série des Offrandes et publie un catalogue avec un texte de Philippe Dagen Souvenirs d’Orient.
En 1990, Champion Métadier reçoit le 1er prix de Peinture  du 25e Salon Festival des Rencontres Internationales du Musée Grimaldi, Cagnes-sur-Mer.
En 1991, le Musée d'art de Toulon présente deux grandes séries Nov et Fragments ainsi qu’un ensemble de dessins. Claire Stoullig écrit Les tables de sacrifice pour le catalogue publié par le musée .
Créations à partir de résines et pigments dès 1994, la série des Interactions est exposée à Paris en 1995 à la Galerie Montenay Giroud et la même année la série des Innommables est présentée au Centre de recherche et d’échange pour l’art contemporain (CREDAC) qui publie un catalogue avec un texte de Philippe Piguet, Pour ne pas les nommer.
Fin 1995, elle s'installe à New York. Nommée pour la Villa Médicis hors les murs à New York, elle présente des œuvres à l'International Studio Program de The Elizabeth Foundation for the Arts. Les services culturels de l'Ambassade de France à New York exposent An installation of 284 Drawings en 1997. Elle crée les Entertainment Systems.
Le Musée des beaux-arts de Tours expose en 1999 quatre sculptures de hautes dimensions commissionnées par la ville, ainsi qu’un ensemble de tableaux de la série Entertainment Systems. Le musée édite un catalogue avec un texte bilingue de Robert Fleck, Une peinture expérimentale.
En 2001, les sculptures sont exposées dans la ville de Tours, ainsi que deux œuvres de la série Fragments présentées à l’Hôtel de ville de Tours parallèlement à des œuvres d’Olivier Debré.
Le Musée des beaux-arts de Caen expose en 2002 la série des Entertainment Systems dont les plus grands formats ont été réalisés au Couvent des Cordeliers de Paris en 2001. Le catalogue édité par le musée est préfacé par Alain Tapié, L'énoncé de l’oracle. Il comprend également un entretien de l'artiste avec Anne Tronche et un essai d’Ann Hindry Vive la peinture nomade.
En 2006, elle reçoit commande d'une Tapisserie par le Mobilier national et les manufactures des Gobelins et de Beauvais. Elle reprend la pratique du pinceau avec la création des Timetrackers.
Elle expose en 2006 et 2007 Timetrackers série I et une série d'Encres sur papier à New York au Chelsea Art Museum; au musée des beaux-arts de Nancy; à La Réserve galerie Xippas, Paris ; au Musée d'art moderne et d'art contemporain de Nice qui publie un catalogue édité pour le Musée par les éditions Gallimard avec un essai de Catherine Millet, En chasse d’images. Elle entame une collaboration avec la Galerie Galerie Catherine Putman. Elle crée des Timetrackers série II et Timetrackers série III.
La revue Art Press consacre dans le no 349 d’octobre 2008 un dossier à l'artiste accompagné d'un texte bilingue d’Ann Hindry, La jubilation d’isabelle Champion Métadier.
L'artiste participe à 2 expositions personnelles à la Galerie Bernard Ceysson et y expose les Timetrackers tout d'abord à Luxembourg en 2009 
puis à Paris en 2010 où sont exposés les Timetrackers séries 1 et 2. Interview réalisée par Élisabeth Couturier pour France Culture, Les mardis de l'expo, le 5 octobre 2010.
Elle retourne en Chine et participe en 2011 à l'exposition A Glimpse of French Contemporary Art, Instituto Cultural do Governo avec Philippe Cognée, Marc Desgrandchamps, Djamel Tatah… à la Tap Seac Gallery, Instituto do Governo da R.A.E. de Macau, Chine. Préface du catalogue Brief history of resurrection par Philippe Dagen.
La Tapisserie L'été réalisée par la Manufacture des Gobelins est exposée pour la première fois à la Galerie nationale de la tapisserie de Beauvais avec un ensemble d’Encres sur papiers, à l’occasion de l’exposition Décor et installations d’octobre 2011 à avril 2012.
En 2011 et 2012, elle se consacre à la création d'œuvres numériques réalisées à partir de ses dessins et de ses photographies. Exposées à la galerie Catherine Putman à Paris et à l’ARCO à Madrid. Création du Timetracker série IV. Les Timetrackers séries I, II, III et IV, les Captures et les Dessins Numériques ainsi qu'un ensemble d’encres sur papiers sont exposées de juin à septembre 2012 au Musée d'art moderne de Saint-Étienne sous la direction de Lóránd Hegyi. Un catalogue a été publié par le musée avec les textes bilingues de Lorand Hegyi et Corinne Rondeau. Le Timetracker série IV rejoindra les collections du nouveau musée d'art contemporain de Sarajevo, Ars Aevi (en).
Le Musée du dessin et de l'estampe originale de Gravelines réalise du 17 mai au 20 septembre 2015 l'exposition Champion Métadier consacrée à trente-cinq œuvres numériques tirées par le Studio Bordas à Paris À cette occasion, un catalogue trilingue a été édité par Bernard Chauveau Éditeur, accompagné d'un texte de Philippe Dagen.
En 2017, a lieu l'exposition personnelle Transit à la Galerie Suzanne Tarasieve (Paris). Un catalogue est publié avec un texte de Cécile Pocheau Lesteven, conservateur en chef du département / des estampes contemporaines et de la photographie, Bibliothèque Nationale de France. Dans la collection L'art en écrit, les éditions Janninck publie Rush en 2017.

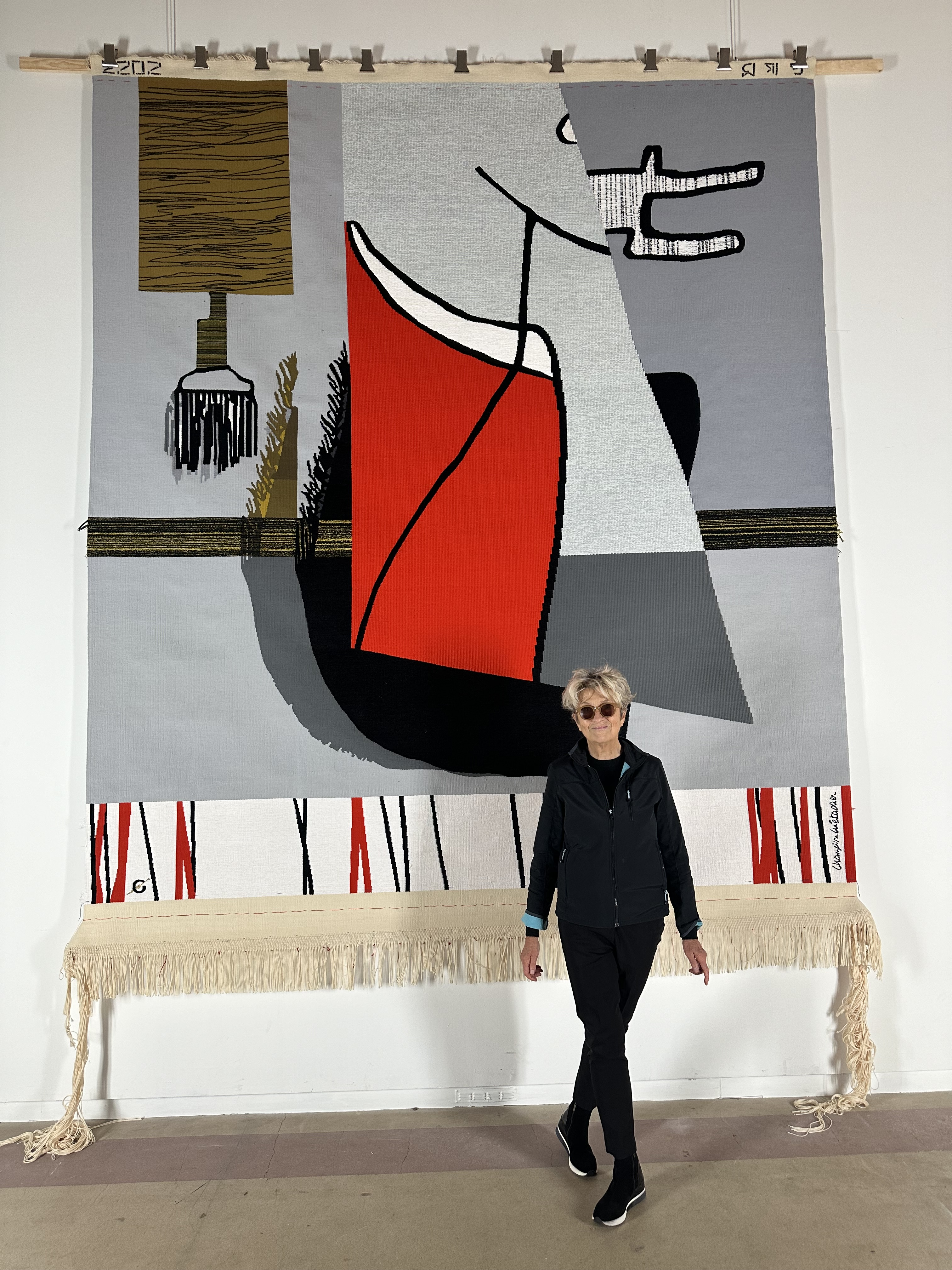
Champion Métadier devant Heraldus à la Manufacture des Gobelins le 7 novembre 2023.

Le Musée des Beaux-Arts de Tours expose en 2018 un ensemble d'œuvres des suites Fragments /Transit / Disconnected Un catalogue est publié à l'occasion de l'exposition avec un texte d'Olivier Kaeppelin et une préface de Sophie Join-Lambert. La même année, elle participe chez Ceysson & Bénétière (Luxembourg) à l'exposition 10 ANS à Luxembourg
En 2019, l'artiste expose à New York la série Disconnected à la galerie Michael Steinberg Fine Arts (NYC). L'année suivante, le Musée des Arts et Métiers lui donne carte blanche et expose les Toxictoys au sein de sa collection permanente jusqu'au mois de novembre 2021.
À la fin de l’année 2023, la tapisserie des Gobelins finalise Heraldus, une composition abstraite de Champion Métadier tissée en 20 couleurs sur le thème de l'héraldique (dimensions 3,2 x 3 mètres). La tombée de métier a eu lieu le 7 novembre 2023.
Peu après, l'artiste expose à New York ses nouvelles œuvres à la galerie Ceysson & Bénétière du 14 décembre 2023 au 7 février 2024. 
En avril 2024 Artforum, le magazine mensuel américain spécialisé dans l'art contemporain, publie un article consacré à cette exposition. Signé par Harmon Siegel, l’article analyse en profondeur l’œuvre récente de Champion Métadier.

## Expositions (sélection)
2023-2024
- Champion Métadier Toxictoys, Galerie Ceysson & Bénétière, New York.

2020-2021
- Champion Métadier Toxictoys, musée des Arts et Métiers, Paris.

2019
- Lys over Lolland, Lolland, Danemark.

2018
- E / A B Fair New York, Michael Steinberg Fine Art, New York.
- 10 years Luxembourg, Galerie Ceysson & Bénétière, Luxembourg.
- Arts Protect 2018, Bookstore Yvon Lambert, Paris, France.

2017
- Les rendez-vous de la galerie Suzanne Tarasiève #2, Open Space H 37, Bruxelles, Belgique.
- E / A B Fair New York, Michael Steinberg Fine Art, New York, USA.

2016
- Summertime #02: Champion Métadier, Seçkin Pirim and Pierre Schwerzmann, Galerie Suzanne Tarasiève, Paris[33].
- Les rendez-vous de la Galerie Suzanne Tarasiève #01, Hangar 18, Bruxelles[34].

2015
- Champion Métadier, Musée du dessin et de l'estampe originale de Gravelines[35].
- Drawing Now Paris, Galerie Catherine Putman, Paris

2014
- Drawing Now Paris, Galerie Catherine Putman, Paris.
- Le rouge est mis, Musée d'art moderne et d'art contemporain de Nice[36].

2013
- Docks Art Fair., Lyon [37]
- Drawing Now Paris, Galerie Catherine Putman, Paris.
- Art Brussels, Bruxelles, Bernard Chauveau Éditeur.
- Art Protects, Galerie Yvon Lambert, Paris.

2012
- Timetrackers séries I, III et IV / Captures et dessins numériques , Musée d'art moderne de Saint-Étienne, sous la direction de Lóránd Hegyi.
- Décor et installations, Manufacture des Gobelins et de Beauvais, sous la direction de Françoise Ducros.
- Fondation Colas: 20 ans sur la route de l’art[38], École Nationale Supérieure des Beaux Arts de Paris, sous la direction de Philippe Piguet.

2011
- A Glimpse of French Contemporary Painting, Macau, Chine.
- Capture[39], Galerie Catherine Putman.

2010
- Drawing Now Paris, Galerie Catherine Putman.
- ARCO, Madrid, Galerie Catherine Putman.
- Art Protects, Galerie Yvon Lambert, Paris.
- Galerie B.C. Beaubourg, Paris.

2009
- Pas nécessaire et pourtant indispensable. 1979-2009 : 30 ans d'art contemporain à Meymac, Centre d'art contemporain de Meymac.
- Galerie Bernard Ceysson, Luxembourg.

2008
- Shellacs et Dessins[40], Galerie Catherine Putman.
- ARCO, Madrid, Galerie Catherine Putman.

2007
- Timetrackers série I, Dessins, Musée d'art moderne et d'art contemporain de Nice, sous la direction de Gilbert Perlein.

2006
- Timetrackers série I, Encres sur papier, Chelsea Art Museum, New York, sous la direction de Julia Draganovick et Manon Sloane.
- Galerie Xippas, La Réserve, Pacy-sur-Eure.
- Musée des beaux-arts de Nancy, sous la direction de Blandine Chavanne.
- Crypte Moderne de la Cathédrale de Lille.
- Collection du Musée d’Art Contemporain de Dunkerque.
- FRAC Auvergne, Monistrol-sur-Loire.

2005
- FRAC Auvergne, Musée Crozatier au Puy-en-Velay.
- Institut d'art contemporain de Villeurbanne (I.A.C.)[41].

2002
- Entertainment Systems, Musée des beaux-arts de Caen, sous la direction de Alain Tapié.
- Galerie RX, Paris.

2001
- Centre d'art contemporain de Meymac[42], sous la direction de Caroline Bissiére.
- Travaux in situ, Couvent des Cordeliers de Paris.
- L'art au cœur de la ville, Palais des Congrès et Hôtel de Ville, Tours.

1999
- Entertainment Systems, Musée des beaux-arts de Tours, sous la direction de Philippe Le Leyzour.

1998
- Jeux de genres[43], Affaires culturelles de la Mairie de Paris, Espace Electra, Paris.

1997
- Champion Métadier - Installation of 284 Drawings, Services Culturels de l’Ambassade de France, New York.

1996
- International Studio Program, Villa Médicis hors les murs, Elizabeth Art Foundation, New York.
- Interactions, Galerie Montenay-Giroux, Paris.

1994
- Les Innommables, Centre de recherche et d’échange pour l’art contemporain (CREDAC).

1991
- Fragments, Musée d'art de Toulon, sous la direction de Jean Roger Soubiran.

1990
- Blau : Farbe der Ferne, Heidelberger Kunstverein (Allemagne).
- Acquisitions 89, Exposition organisée par le Centre national des arts plastiques (CNAP), Paris.

1989
- Galerie Art of  This Century, Paris.
- Identités abstraites et figuratives, Fondation Camille, Évry.
- 19e Salon Salon d'art contemporain de Montrouge.
- FRAC de Basse Normandie, Abbaye aux Dames, Caen.
- Offrandes, Musée d’Art Contemporain de Dunkerque, sous la direction de Gilbert Delaine.
- Peintures Récentes, Galerie Hervé Bize[44], Nancy.
- Galerie Jacqueline Storme, Lille.

1988
- A propos de dessin, Galerie Maeght, Paris.

1987
- Galerie Engström, Stockholm.
- Galerie Totem,Venise.
- Galerie Storme, Lille.
- Centre d’Art Contemporain, Nancy.
- A propos de dessin, Galerie Maeght, Paris.

1986
- Objets terrestres, Galerie Maeght, Paris.
- Galerie Eric Franck, Genève.
- L'art français au présent, KaDeWe, Berlin.
- Art Basel, Galerie Eric Franck.

1985
- Le style et le chaos[45], Musée du Luxembourg, Paris.
- Aktuelle Kunst in Frankreich[46]:
  - Kunstverein Hannover, Hanovre
  - Städtische Kunsthalle, Düsseldorf
  - Badischer Kunstverein, Karlsruhe
  - GAK Gesellschaft für Aktuelle Kunst, Brême
- Zeigenossischekunst im Frankreich, Museum moderner Kunst (Stiftung Ludwig), Vienne.
- Art Cologne, Galerie Eric Franck.

1983
- Marseille Art Présent, Musée de la Vieille Charité, Marseille.
- Champion Métadier, Patrick Lanneau, Claude Marchat, Jean-Marc Scanreigh, Catherine Viollet…, Galerie Marchès-Castagno, Tours.
- Arte Francès Contemporaneo[47]:
  - Casa Cultural, La Paz,
  - Museo del Banco Central de Reserva del Perú, Lima,
  - Museo National de las Artes Plasticas y visuales (MNAV)[48], Montevideo,
  - Museo de Artes Plásticas Eduardo Sívori, Buenos Aires.
- L'Espace de la couleur: Der Raum der Farbe[49], Alter Banhof, Baden-Baden.

1982
- Art Prospect, Mécénat Industriel, Peintures Murales, Paris.

1981
- Galerie Nationale d’Art Moderne, Lisbonne.
- XI Paris Biennial Exhibition of young artists[50],Sara Hildénin Art Museum[51], Tampere.
- 37 aktuella konstnärer från Frankrike / 37 Contemporains français, Liljevalchs konsthall[52], Stockholm.

1980
- XIe Biennale de Paris, Musée d'art moderne de la Ville de Paris.